# Ada Bojana
Ada Bojana (auch bekannt als Ada, albanisch Ada e Bunës) ist eine zu Montenegro gehörende Insel in der Adria. Sie liegt im kleinen Mündungsdelta des Flusses Bojana (albanisch: Buna) in die Adria. Die Bojana bildet an ihrem Unterlauf die Grenze zum benachbarten Albanien. 
Ada Bojana hat etwa die Form eines Dreiecks. Die Ausdehnung beträgt rund drei Kilometer mal zweieinhalb Kilometer. Die Insel wurde durch das Schwemmgut der Buna/Bojana gebildet. Sie ist deswegen sehr flach und erhebt sich kaum mehr als drei Meter über den Meeresspiegel. An der Meeresseite liegt ein langer Sandstrand. Auf Ada sind zahlreiche seltene Vogelarten zu Hause. 
Das einzige Hotel auf der Insel richtet sich insbesondere an FKK-Touristen. Durch eine Brücke über den rechten Flussarm ist Ada Bojana mit der montenegrinischen Seite des Festlands verbunden. Dort liegt der kleine Ort Sveti Nikola.

## Entstehung
Noch im 19. Jahrhundert gab es in der Mündung der Bojana zwei kleine Inseln. 1858 ging der Schoner Merito aus Trogir im Fluss unter. Es wird angenommen, dass sich im Laufe der Zeit um den Rumpf des gesunkenen Schiffes vom Fluss mitgeführtes Material angesammelt hat, das die Lücke zwischen den beiden kleinen Inseln füllte, und so das heutige Ada entstand.